# Parepierus corticicola
Parepierus corticicola är en skalbaggsart som beskrevs av Heinrich Bickhardt 1913. Parepierus corticicola ingår i släktet Parepierus och familjen stumpbaggar. Inga underarter finns listade i Catalogue of Life.